# One More Cup of Coffee (Valley Below)
"One More Cup of Coffee (Valley Below)" est une chanson de l'auteur-compositeur-interprète américain Bob Dylan, publiée en tant que quatrième titre sur son dix-septième album studio Desire (1976). La chanson a été écrite par Dylan et produite par Don DeVito. La version album de « One More Cup of Coffee (Valley Below) “ a été enregistrée le 30 juillet 1975 et publiée sur l'album ” Desire » en janvier 1976. Dylan a déclaré que la chanson avait été influencée par sa visite à une célébration du peuple rom aux Saintes-Maries-de-la-Mer, en France, le jour de son 34e anniversaire.

## Contexte et enregistrement

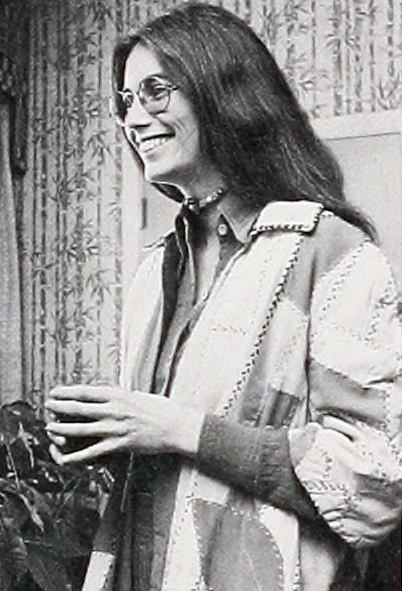
Emmylou Harris a chanté avec Dylan sur cet album

« One More Cup of Coffee (Valley Below) » est la première chanson que Dylan a écrite après la sortie de son album “”Blood on the Tracks“”, acclamé par la critique, le 20 janvier 1975,,, et le seul achevé en juin 1975. Au cours des 18 mois précédents, il avait atteint le sommet du Billboard 200 pour la première fois ; Planet Waves (1974) et Blood on the Tracks ont tous deux atteint la première place,. Dylan a écrit cette chanson après avoir visité une célébration aux Saintes-Maries-de-la-Mer, en France, le jour de son 34e anniversaire« Somebody took me there to the gypsy high holy days which coincide with my own particular birthday ... hanging out there for a week probably influenced the writing of that song. But the "valley below" probably came from someplace else. My feeling about the song was that the verses came from someplace else. It wasn't about anything, so this "valley below" thing became the fixture to hang it on. But "valley below" could mean anything ».
Dylan a déclaré en 1978 qu'il avait rencontré un « roi gitan » lors de son séjour en France, et que dans le mode de vie gitan :« la mort est une chose très heureuse ». Le biographe de Dylan Clinton Heylin a écrit que « One More Cup of Coffee (Valley Below) » adopte le point de vue d'un homme qui « couche avec une jeune consort gitane, implicitement la fille du roi gitan, mais ne fait que passer à travers les mouvements » car il est préoccupé par la pensée de « la vallée en contrebas ».
Une prise de la chanson a été enregistrée le 28 juillet 1975. Les sessions de ce jour-là ont réuni un grand groupe comprenant Dylan (guitare, chant), Emmylou Harris (chant), Eric Clapton, Vinnie Bell, Neil Hubbard, Perry Lederman, et Jim Mullen (toutes les guitares), Erik Frandsen (guitare slide), Rob Stoner (basse), Alan Spenner (basse), Scarlet Rivera (violon), Sheena Seidenberg (saxophone ténor), Mel Collins (saxophone ténor), Sugar Blue (harmonica), Dom Cortese (mandoline/accordéon), Michael Lawrence (trompette), Tony O'Malley (musicien) (claviers), Jody Linscott (percussions), John Sussewell (batterie), et Dyan Birch, Francis Collins et Paddy McHugh (voix de fond)
. Il y eut trois prises le 30 juillet, au Studio E, Columbia Recording Studios (New York), avec un groupe plus restreint : Dylan, Harris, Rivera, Stoner, Seidenberg (percussions) et Howard Wyeth (batterie),. La version de la chanson publiée sur Desire en janvier 1976 était la première des trois prises enregistrées le 30 juillet,.
Harris, qui a chanté sur le titre avec Dylan, a déclaré plus tard qu'elle avait été contactée par le producteur Don DeVito pour participer aux sessions d'enregistrement de « Desire “, et qu'elle avait « essentiellement serré la main et commencé à enregistrer ». Selon Harris, elle ne connaissait pas les chansons avant les sessions d'enregistrement et, « avec une copie des paroles à portée de main, le groupe commençait à jouer et Dylan me poussait quand il voulait que j'intervienne. D'une certaine manière, je surveillais sa bouche d'un œil et les paroles de l'autre ».
Harris n'était pas satisfaite de la qualité de sa prestation, mais sa demande de la refaire a été rejetée. La performance vocale de Dylan était inhabituelle. Allen Ginsberg l'a décrite comme une « cantillation hébraïque jamais entendue auparavant dans une chanson américaine, un chant de sang ancien ». Jack Garner du The Bellingham Herald a écrit que la technique de chant hébraïque de Dylan représentait « la première fois que sa judéité était au premier plan de sa musique ».
Le critique Oliver Trager parle de la chanson comme d'un « récit aux accents espagnols décrivant un mélodrame en miniature ». Les auteurs de « Bob Dylan All the Songs : The Story Behind Every Track », Philippe Margotin et Jean-Michel Guesdon, décrivent le narrateur de la chanson comme « ensorcelé par une jeune gitane » et suggèrent que l'auteur de la chanson semble dire « qu'entre l'amour et la mort, la frontière est parfois ténue ». L'universitaire en études américaines Michael Denning a écrit à propos de « One More Cup of Coffee (Valley Below) » que « avec sa progression d'accords andaloux, c'est l'une de ces chansons classiques de Dylan qui n'ont pratiquement aucun contenu lyrique, ou - plutôt - dont le contenu lyrique a été tellement concentré dans le grand refrain que les couplets sont presque une réflexion après coup » À cet égard, il la compare aux chansons précédentes de Dylan : « I Shall Be Released » et « Knockin' on Heaven's Door ». Le refrain est : « One more cup of coffee for the road...One more cup of coffee 'fore I go<...To the valley below ».
Le début du morceau sur Desire comporte un solo de guitare basse de Stoner. Stoner a déclaré dans une interview à Mojo en 2012 que ce n'était pas prévu et qu'il l'a joué parce que l'enregistrement avait commencé mais que la violoniste Scarlet Rivera n'était pas prête et que Dylan ne faisait que gratter sa propre guitare. Stoner a déclaré à l'intervieweur : « quelqu'un doit jouer quelque chose, alors je commence à jouer un solo de basse «. En fait, le run-through est devenu la première prise.
Le titre est sorti en single au Japon en avril 1976, avec « Romance in Durango » en face B. Il a également été inclus sur un disque de sept titres. Il a également été inclus dans un album de sept titres Extended play au Japon la même année,.

## Performances en direct
Selon le site officiel de Bob Dylan, il a joué la chanson en concert 151 fois, entre 1975 et 2009. Il a interprété la chanson pour la première fois en concert lors de la tournée Rolling Thunder Revue, le 30 octobre 1975.. Heylin estime que lors de la tournée Rolling Thunder Revue, « toutes les meilleures parties des deux arrangements se rejoignent maintenant en un tout contigu, soutenant une voix principale vraiment obsédante »  Lors d'un des concerts de 1975, Dylan a raconté au public sa visite au festival rom le jour de son anniversaire et sa rencontre avec le « roi des gitans ». Dylan a déclaré qu'au moment de partir, après une semaine, on lui a demandé s'il voulait quelque chose, et qu'il a demandé « une tasse de café ». Juste une tasse de café de plus pour la route » et, après en avoir reçu une dans un sac, il s'est mis à regarder l'océan et “c'était comme si je le regardais dans la vallée en dessous de l'endroit où je me trouvais. Selon Trager, les spectacles de la Rolling Thunder Revue étaient « façonnés par le son de violon caractéristique de Scarlet Rivera », tandis que les représentations de 1978 étaient « transformées de façon spectaculaire ... avec un arrangement herky-jerky attachant et campy qui comprenait un riff de conga sensuel, un solo de saxo de Steve Douglas, et quelques belles voix ». Dylan n'a pas joué la chanson en concert de décembre 1978 à juin 1988, et ne l'a jouée que huit fois en six ans, lors de ce que l'on a appelé le « Never Ending Tour ».
Hugh Cutler du journal The Morning News a estimé que le morceau était « incommensurablement amélioré » par Harris, et que les voix de Dylan étaient « à couper le souffle ». Garner a dénommé le titre “magnificent ballad”. Dans The Los Angeles Times, Robert Hilburn a qualifié la chanson de « portrait intense et attachant qui mérite une place aux côtés des compositions les plus saisissantes de Dylan ». Dans une critique positive parue dans The Miami Herald, Bill Cosford a écrit que Dylan, Harris et Rivera étaient « en parfait équilibre » sur le morceau, ajoutant que les chanteurs « ne chantent pas tant l'un avec l'autre que l'un contre l'autre, tandis que le violon itinérant maintient la chanson au-delà de toute description facile ». Al Rudis de The Chapel Hill News a décrit le son comme ayant des « inflexions de la vieille musique folklorique du Moyen-Orient et de l'Europe de l'Est » et comme étant peut-être influencé par le style d'un cantor. Il estime que le chant de Harris « s'harmonise parfaitement » avec celui de Dylan.
En 2015, Rolling Stone a classé « One More Cup of Coffee (Valley Below) » 69e sur sa liste des plus grandes chansons de Dylan. Elle a été incluse dans la liste des « 80 chansons de Bob Dylan que tout le monde devrait connaître » dressée par Edward Docx dans The Guardian en 2021.

## Crédits et personnel

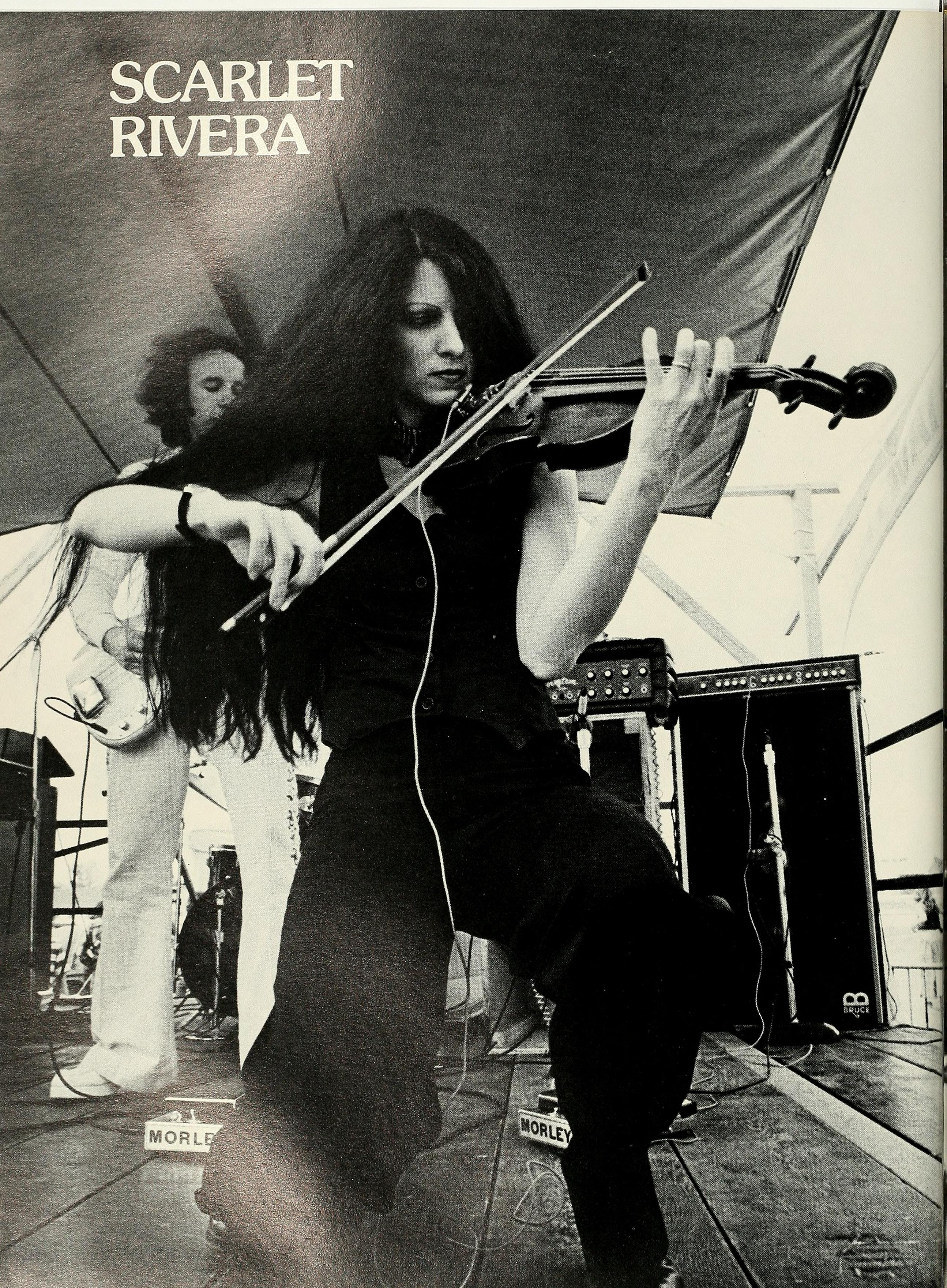
Scarlet Rivera a joué du violon sur ce titre.

Crédits adaptés du livre Bob Dylan All the Songs : The Story Behind Every Track .
Musiciens
- Bob Dylan vocale, guitare rythmique
- Emmylou Harris chant d'harmonie
- Scarlet Rivera violon
- Rob Stoner guitare basse
- Howard Wyeth batterie
- Sheena Seidenberg percussions

Personnel technique
- Don DeVito  producteur
- Don Meehan ingénierie du son

Les White Stripes ont repris « One More Cup of Coffee (Valley Below) » sur leur premier album The White Stripes (1999). Henry Yates de Louder a comparé le morceau à « un sombre spaghetti-western ». Brian Ives a écrit à propos de la reprise de Robert Plant sur son album Dreamland (2002) que « l'interprétation subtile de Plant, combinée à l'extraction par son groupe des thèmes moyen-orientaux de la musique, fait de cette version la version définitive »,. La couverture de Sertab Erener a été utilisée dans le film Masked and Anonymous, qui mettait en vedette Dylan, et a été salué par Heylin, qui a estimé qu'il s'agissait d'un « magnifique arrangement moyen-oriental » et de la meilleure des diverses reprises de Dylan sur la bande-son. Bic Runga a inclus la chanson dans ses albums Live in Concert with the Christchurch Symphony (2003) et Anthology (2012). Le critique du The New Zealand Herald a décrit le morceau comme étant « accompli, mais pas tout à fait à la hauteur ». Une version de la chanson par Tom Jones a été incluse dans son album de 2021 Surrounded by Time, et a été décrite par Robin Murray de Clash comme « une performance intense et sombre ».

## Sorties officielles
Des versions du titre ont été publiées sur les albums suivants de Bob Dylan :
- Desire (1976)[20]
- Masterpieces (1978)[36]
- Bob Dylan at Budokan (1979)[20]
- The Bootleg Series Vol. 5: Bob Dylan Live 1975, The Rolling Thunder Revue (2002)[20]
- Bob Dylan – The Rolling Thunder Revue: The 1975 Live Recordings' (2019)[20]

EP and single (Japan, 1976)
- "Bob Dylan" – 7" stereo extended play (CBS/Sony 08EP 17)
- "One More Cup Of Coffee"/"Romance in Durango" – 7" stereo single (CBS/Sony 06SP 1)